# Bản năng tự bảo toàn
Sự tự bảo toàn mạng sống hay bản năng tự bảo toàn (Self-preservation) là một hành vi, phản ứng hoặc một tập hợp các hành vi và hành động nhằm đảm bảo sự tồn tại của sinh vật. Nó phổ biến đối với tất cả các sinh vật sống. Trong đó, đau đớn và sợ hãi là những phần không thể thiếu của cơ chế này. Cơn đau thúc đẩy cá thể tự rút lui khỏi các tình huống gây tổn hại để mà bảo vệ một bộ phận cơ thể bị tổn thương trong khi nó lành lại và tránh những trải nghiệm tương tự trong tương lai.
Hầu hết các cơn đau sẽ giải quyết kịp thời sau khi loại bỏ tác nhân kích thích gây đau và cơ thể đã lành lại, nhưng đôi khi cơn đau vẫn tồn tại mặc dù đã loại bỏ kích thích và cơ thể đã lành lại rõ ràng; và đôi khi cơn đau phát sinh khi không có bất kỳ kích thích, tổn thương hoặc bệnh tật nào có thể phát hiện được. Nỗi sợ hãi khiến sinh vật tìm kiếm sự an toàn và có thể giải phóng adrenaline có tác dụng tăng cường sức mạnh và nâng cao các giác quan như thính giác, khứu giác và thị giác. Tự bảo vệ bản thân cũng có thể được hiểu theo nghĩa bóng, liên quan đến các cơ chế đối phó mà người ta cần để ngăn chặn chấn thương tình cảm làm tâm trí bị bóp méo ví dụ như trong cơ chế phòng vệ. 

## Đại cương
Ngay cả những sinh vật sống đơn giản nhất (ví dụ, vi khuẩn đơn bào) thường chịu áp lực chọn lọc mạnh mẽ để phát triển một phản ứng giúp tránh môi trường gây hại, nếu môi trường như vậy tồn tại. Các sinh vật cũng tiến hóa trong khi thích nghi-thậm chí phát triển mạnh-trong một môi trường lành tính (ví dụ, một miếng bọt biển thay đổi cấu trúc của nó để đáp ứng với những thay đổi hiện tại, để hấp thụ và xử lý chất dinh dưỡng tốt hơn).
Do đó, tự bảo tồn là một dấu hiệu gần như phổ biến của cuộc sống. Tuy nhiên, khi gặp một mối đe dọa mới, nhiều loài sẽ có phản ứng tự bảo tồn mạng sống hoặc quá chuyên biệt, hoặc không đủ chuyên biệt, để đối phó với mối đe dọa cụ thể đó, ví dụ là loài chim cưu (dodo) tiến hóa trong trường hợp không có những kẻ săn mồi tự nhiên và do đó thiếu phản ứng tự bảo tồn thích hợp, chung chung để chống lại sự đe dọa của con người và chuột mà không tỏ ra sợ hãi chúng.
Tự bảo tồn về bản chất là quá trình sinh vật tự ngăn mình khỏi bị làm hại hoặc bị giết hại và được coi là bản năng cơ bản ở hầu hết các sinh vật. Đa số gọi đó là “bản năng sinh tồn”. Sự tự bảo tồn được cho là gắn liền với khả năng sinh sản của sinh vật và có thể hiện diện ít nhiều tùy theo tiềm năng sinh sản nhận thức được. Nếu khả năng sinh sản được nhận thức là đủ thấp, thì hành vi tự hủy hoại bản thân (tức là ngược lại) không phải là hiếm trong các loài xã hội.
Một số người cho rằng tự bảo vệ bản thân là cơ sở của suy nghĩ và hành vi hợp lý. Sức sinh tồn của một sinh vật được đo bằng khả năng di truyền gen của nó. Cách đơn giản nhất để thực hiện điều này là sống sót đến độ tuổi sinh sản, giao phối và sau đó có con cái. Những con cái này sẽ giữ ít nhất một phần gen của bố mẹ chúng, tối đa là tất cả các gen của bố mẹ trong các sinh vật vô tính. Nhưng để điều này xảy ra, trước tiên một sinh vật phải tồn tại đủ lâu để sinh sản thành công, và điều này chủ yếu bao gồm việc áp dụng các hành vi ích kỷ cho phép sinh vật tối đa hóa cơ hội sống sót của chính mình.